# Uí Cheinnselaig
Gli Uí Cheinnselaig (cioè nipoti di Cennsalach) furono una dinastia del distretto irlandese del Leinster che si facevano risalire a Énnae Cennsalach, che avrebbe vissuto al tempo di Niall dei Nove Ostaggi. Sarebbe stato nipote di Bressal Bélach e cugino di primo grado di Dúnlaing mac Énda Niada, antenato eponimo dei rivali Uí Dúnlainge. Dopo un periodo in cui i re del Leinster erano venuti da entrambe queste dinastie, in seguito gli Uí Dúnlainge divennero il gruppo dominante e dopo Áed mac Colggen (morto nel 738) passarono trecento anni prima che un esponente dei Uí Cheinnselaig, Diarmait mac Mail na mBo, risalisse sul trono del Leinster. 
Importanti sovrani provenienti dagli Uí Cheinnselaig furono:
- Brandub mac Echach (morto nel 603)
- Áed mac Colggen (morto nel 738)
- Diarmait mac Máel na mBó (morto nel 1072)
- Diarmait mac Murchada (morto nel 1171)
- Art mac Art MacMurrough-Kavanagh (morto nel 1417)